# We Must Obey
We Must Obey es el décimo álbum de estudio de la banda californiana de stoner rock Fu Manchu, que salió a la venta el 19 de febrero de 2007 por la discográfica Liquor and Poker Records. El álbum contiene una versión de la canción Moving In Stereo de The Cars. En las ediciones para Europa aparece una pista adicional llamado Never Again.

## Lista de canciones
1. "We Must Obey"
2. "Knew it All Along"
3. "Let Me Out"
4. "Hung Out to Dry"
5. "Shake it Loose"
6. "Land of Giants"
7. "Between the Lines"
8. "Lesson"
9. "Moving in Stereo"
10. "Didn't Really Try"
11. "Sensei Vs. Sensei"
12. "Never Again" (sólo en ediciones europeas)

## Formación
- Scott Hill - Voz y guitarra rítmica
- Bob Balch - Guitarra líder
- Brad Davis - Bajo
- Scott Reeder - Batería

- Datos: Q3283042